# Бермудские Острова на летних Олимпийских играх 1992
Бермуды принимали участие в Летних Олимпийских играх 1992 года в Барселоне (Испания) в двенадцатый раз за свою историю, но не завоевали ни одной медали. Сборную страны представляли 6 женщин.